# Alpstein, Graubünden
Alpstein är en bergstopp i Schweiz. Den ligger i distriktet Plessur och kantonen Graubünden, i den östra delen av landet, 160 km öster om huvudstaden Bern. Toppen på Alpstein är 2 297 meter över havet.